# Fuga da Kayenta
Fuga da Kayenta è un film del 1991, diretto da Ruggero Deodato.